# Agricultura em Cuba

Desenvolvimento da produção agrícola de Cuba em 2015 US$ desde 1961.

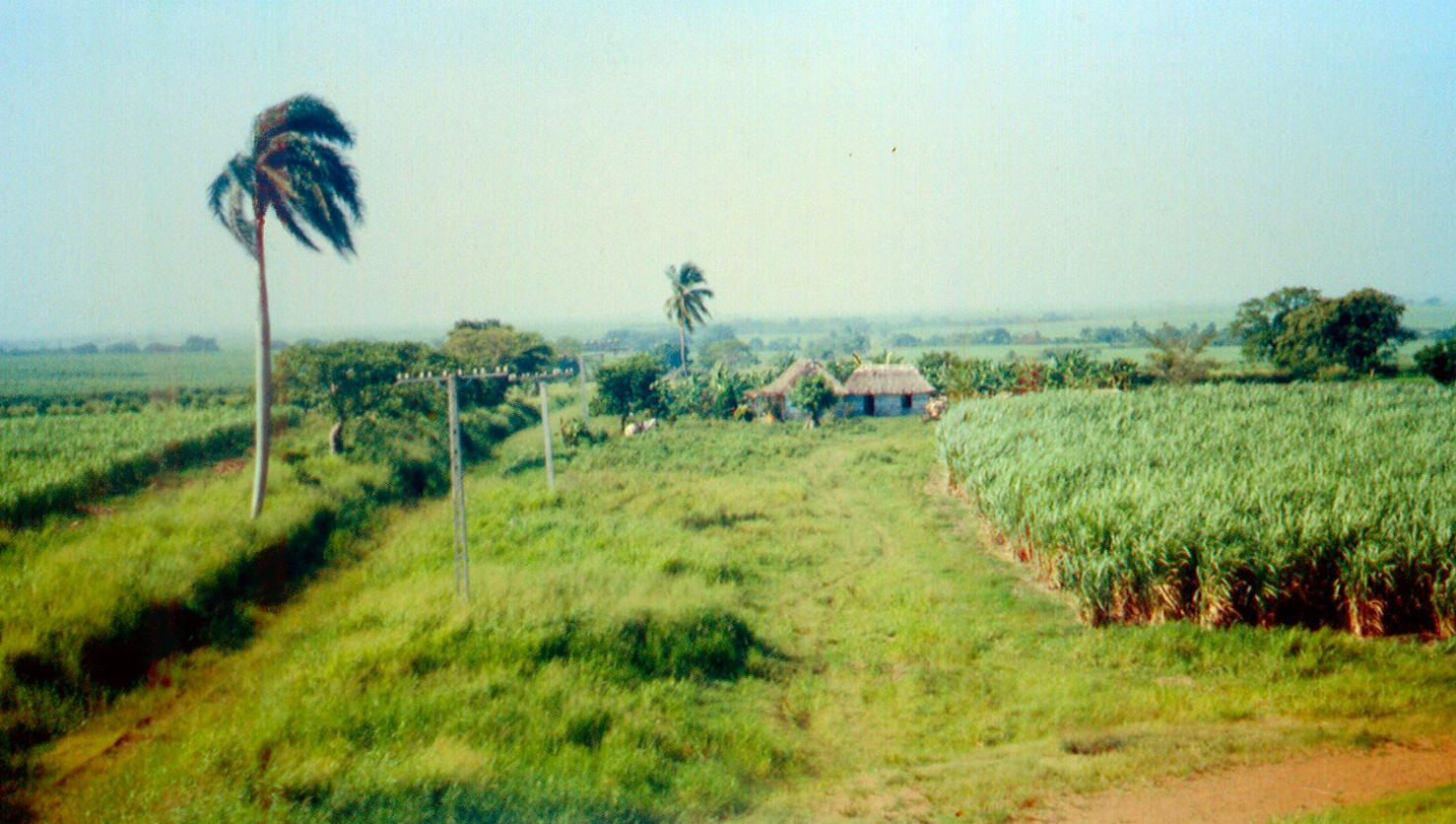
Uma plantação de cana-de-açúcar na zona rural de Cuba.

A agricultura em Cuba tem desempenhado um papel importante na economia há várias centenas de anos. Hoje, contribui com menos de 10% para o produto interno bruto (PIB), mas emprega cerca de 20% da população ativa. Cerca de 30% das terras do país são utilizadas para o cultivo.

## História
A história agrícola de Cuba pode ser dividida em cinco períodos, refletindo a história cubana em geral:
- Cuba pré-colonial (antes de 1492)
- Cuba colonial espanhola (1492-1902)
- República de Cuba (1902–1959)
- Cuba sob Fidel Castro, pré-dissolução da União Soviética (1959–1992)
- Período Especial (1993-presente)

Durante cada um destes períodos, a agricultura em Cuba enfrentou obstáculos únicos.
A agricultura na Cuba colonial espanhola resultou num rápido desmatamento.(p21) As empresas navais e agrícolas precisavam de madeira e, em 1815, a Coroa espanhola deu aos plantadores de açúcar o direito de limpar a terra à vontade.(p21) Grandes quantidades de florestas foram desmatadas para fornecer terras para o cultivo de cana-de-açúcar e para o uso superior de madeira para energia nas serrações.(p21)
Antes da Revolução Cubana de 1959, o setor agrícola em Cuba era amplamente orientado e dominado pela economia dos EUA. Após a Revolução, o governo revolucionário nacionalizou as terras agrícolas e a União Soviética apoiou a agricultura cubana pagando preços premium pelo principal produto agrícola de Cuba, a cana-de-açúcar, e fornecendo fertilizantes. O açúcar foi comprado pelos soviéticos por mais de cinco vezes o preço de mercado. 95% da sua safra cítrica foi exportada para os países do Comecon. Os soviéticos forneceram a Cuba 63% das suas importações de alimentos e 90% da sua gasolina.
Após o colapso da União Soviética em 1991, o sector agrícola cubano enfrentou um período muito difícil. A indústria açucareira era um dos sectores mais mecanizados da economia cubana e a sua maquinaria vinha da União Soviética, da Checoslováquia e da Alemanha Oriental.(p80) Após a desintegração do Conselho de Assistência Económica Mútua, tornou-se cada vez mais difícil encontrar peças sobressalentes.(p80)
Cuba teve que confiar em métodos agrícolas sustentáveis. A produção agrícola caiu 54% entre 1989 e 1994. O governo pretendia fortalecer a biodiversidade agrícola, disponibilizando aos agricultores uma maior variedade de variedades de sementes. Na década de 1990, o governo priorizou a produção de alimentos e colocou o foco nos pequenos agricultores. A partir de 1994, permitiu aos agricultores vender o seu produto excedentário diretamente à população. Este foi o primeiro passo para acabar com o monopólio estatal na distribuição de alimentos. Devido à escassez de fertilizantes e pesticidas artificiais, o setor agrícola de Cuba tornou-se em grande parte biológico, com os organopónicos desempenhando um papel importante nesta transição.
Hoje, existem diversas formas de produção agrícola, incluindo cooperativas como as UBPC (Unidad Básica de Producción Cooperativa) e as CPA (Cooperativa de Producción Agropecuaria).

## Agricultura urbana
Devido à escassez de pesticidas e fertilizantes sintéticos, desenvolveu-se um movimento popular de agricultura urbana. (p5)Em 2002, 35 000 acre(s)s (140 km2) de hortas urbanas produziram 3,4 milhões de toneladas métricas de alimentos. As estimativas atuais chegam aos 81 000 acre(s)s (330 km2). Em Havana, 90% dos produtos frescos da cidade vêm de quintas e hortas urbanas locais. Em 2003, mais de 200.000 cubanos trabalhavam no sector da agricultura urbana em expansão.
A ênfase na agricultura urbana, especialmente desde 2021, resultou no aumento das redes de partilha de conhecimento entre os pequenos agricultores. (p3)

## Culturas

### Arroz
O arroz é um alimento básico na dieta cubana; um dos pratos principais é o arroz com feijão. O arroz em Cuba é cultivado principalmente ao longo da costa ocidental. Existem duas safras por ano. A maioria das explorações de arroz são estatais ou cooperativas. A produção é limitada pela escassez de água e, à semelhança de outras indústrias em Cuba, pela falta de fertilizantes e de tecnologia agrícola moderna. O rendimento por hectare permanece inferior à média dos países da América Central e do Caribe. Portanto, Cuba tem sido um grande importador de arroz. Recentemente, as importações aproximaram-se das 500.000 toneladas de arroz branqueado por ano.

### Açúcar

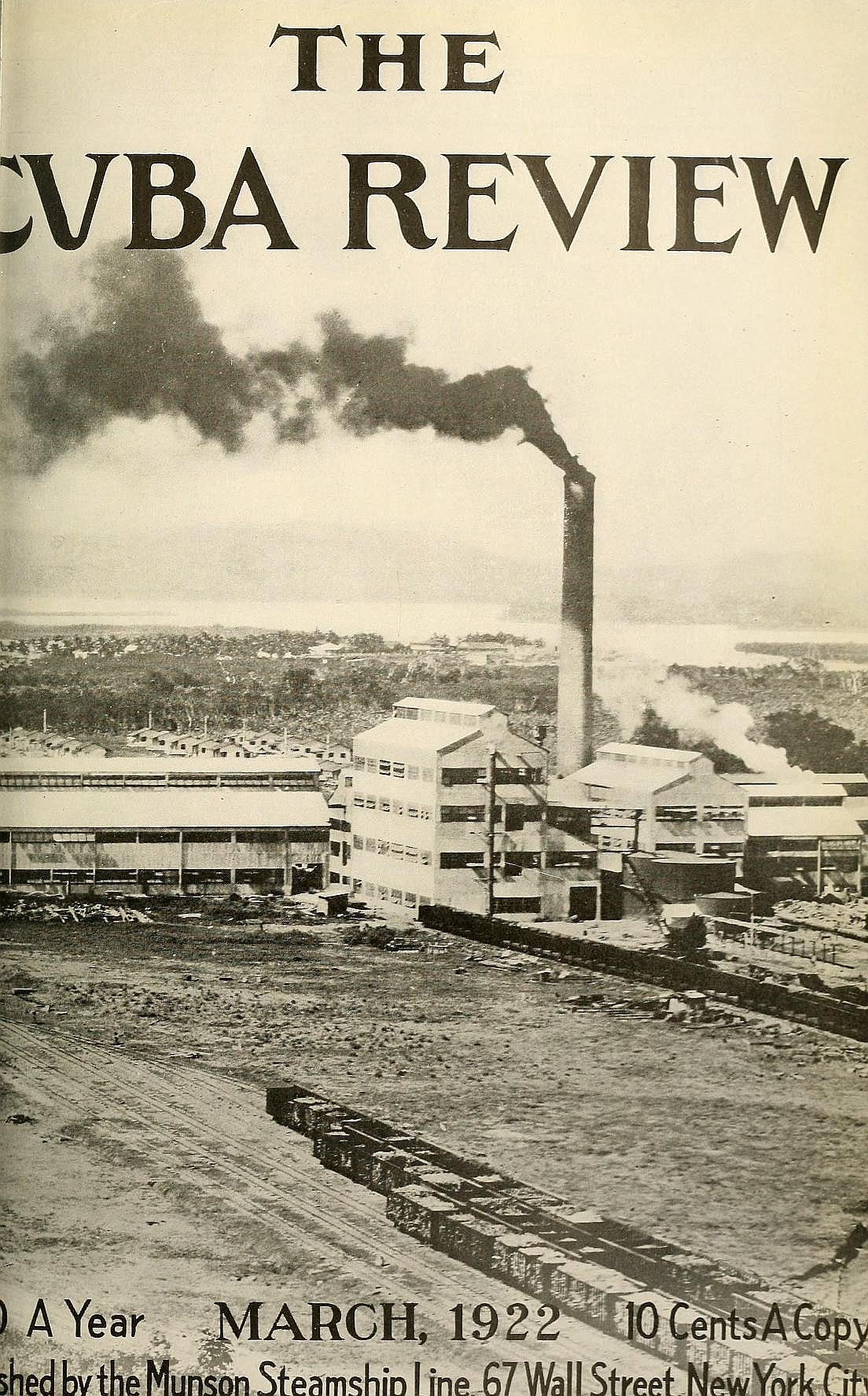
Central de açúcar cubana, ca. 1922.

Cuba já foi o maior exportador mundial de cana-de-açúcar. Até a década de 1960, os EUA recebiam 33% das suas importações de cana-de-açúcar de Cuba. Durante a Guerra Fria, as exportações de açúcar de Cuba foram compradas com subsídios da União Soviética. Após o colapso deste acordo comercial, coincidindo com o colapso dos preços do açúcar, dois terços das centrais de açúcar em Cuba fecharam. 100.000 trabalhadores perderam os seus empregos.  No entanto, a produção de açúcar nas centrais de cana-de-açúcar caiu de aproximadamente 8 milhões de toneladas para 3,2 milhões de toneladas no período de 2015.    Um aumento nos preços do açúcar a partir de 2008 estimulou um novo interesse no açúcar. A produção em 2012–2013 foi estimada em 1,6–1,8 milhões de toneladas. 400.000 toneladas são exportadas para a China e 550.000–700.000 para consumo interno.

### Batata
O consumo de batatas em Cuba chega a 25 quilogramas por ano. As batatas são consumidas principalmente como batatas fritas. As áreas de produção de batata (no total 150km2) estão concentradas na parte ocidental de Cuba. A principal variedade cultivada em Cuba é a Désirée.  A batata-semente é parcialmente produzida localmente. Cerca de 40.000 toneladas métricas de batata-semente são importadas anualmente de New Brunswick, Canadá e Holanda.

### Citrinos
Cuba é o terceiro maior produtor mundial de toranja. Sessenta por cento da produção cítrica são laranjas e 36% toranjas. A produção e processamento de cítricos foi o primeiro investimento estrangeiro no setor agrícola de Cuba, em 1991, a participação de uma empresa de Israel, a área de Jagüey Grande, aproximadamente 140 quilômetros (90 mi) a leste de Havana. Os produtos são comercializados principalmente na Europa sob a marca Cubanita.

### Frutas tropicais
As bananas-da-terra e as bananas representam 47% e 24% da produção local, respetivamente. Ambas são produzidas apenas para consumo interno. Outras frutas tropicais produzidas em Cuba são a manga, o mamão, o Mamey Sapote, o abacaxi, o abacate, a goiaba, coco e annonáceas (família da pinha).

### Mandioca

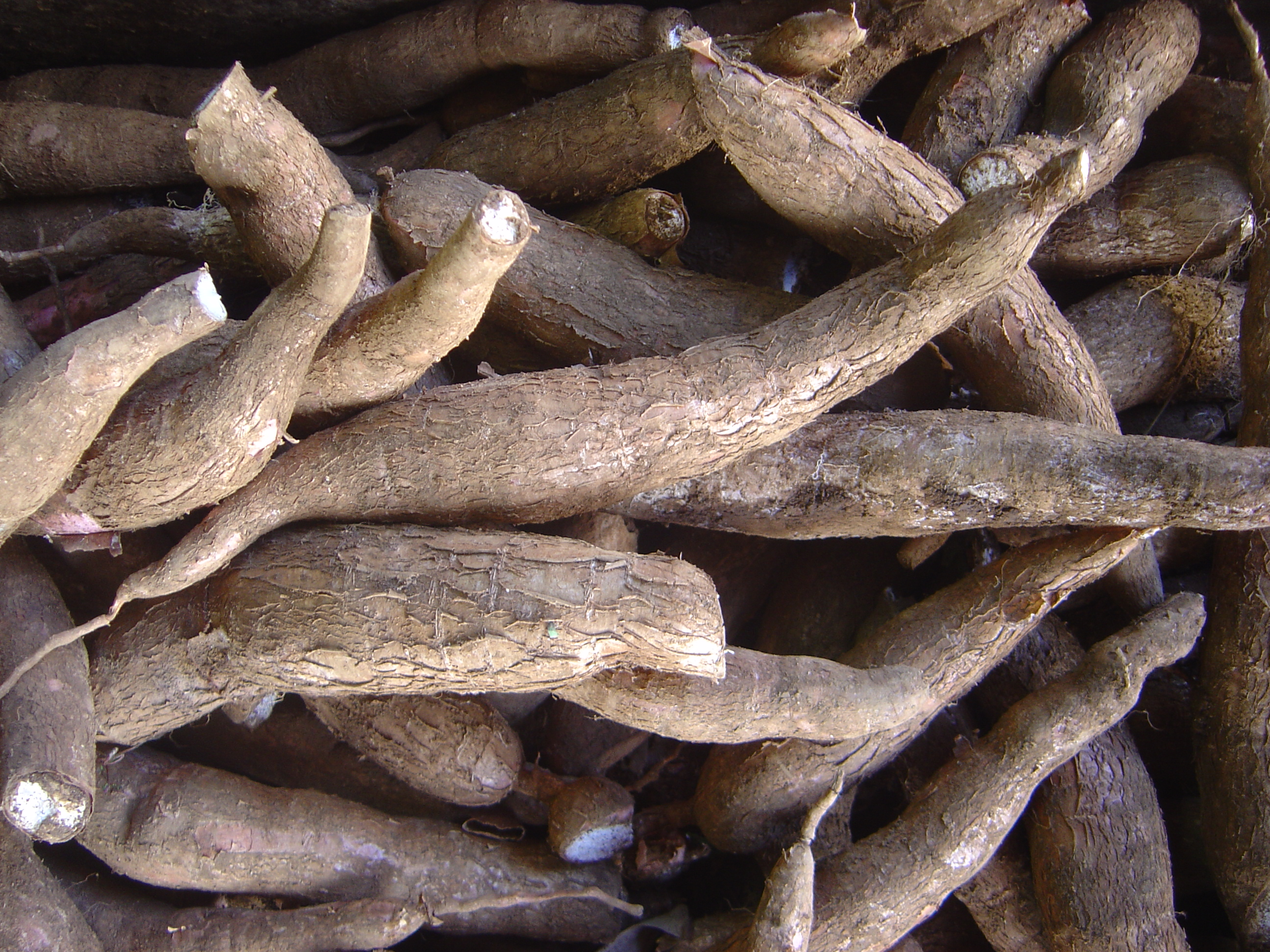
Raiz de mandioca não processada.

Cerca de 260 000 acre(s)s (1 100 km2) são plantados com mandioca. A mandioca é nativa da região da América Latina e Caribe e é cultivada em quase todos os países da região. Cuba é o segundo maior produtor de mandioca do Caribe, com uma produção de 300.000 t (2001). No entanto, o rendimento por hectare é o mais baixo de todos os países das Caraíbas. A maior parte da produção de Cuba é utilizada diretamente para consumo in natura. Parte da mandioca é processada em sorbitol numa fábrica perto de Florida, no centro de Cuba.

### Tabaco

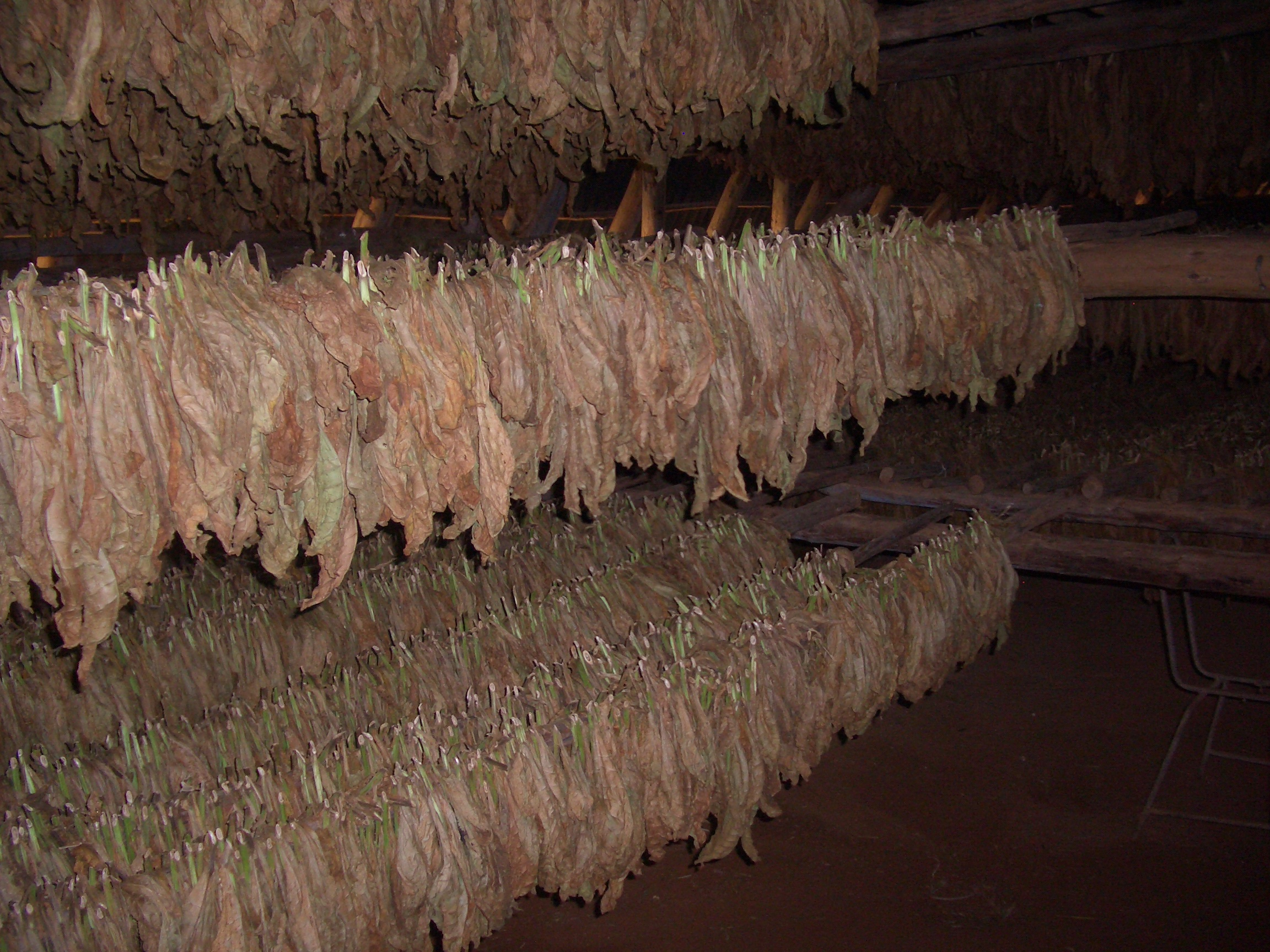
Folhas de tabaco num armazém de secagem.

Cuba tem a segunda maior área plantada com tabaco de todos os países do mundo. A produção de tabaco em Cuba permaneceu praticamente a mesma desde o final da década de 1990. Os charutos são um produto cubano famoso em todo o mundo e quase toda a produção é exportada. O centro da produção cubana de tabaco é a província de Pinar del Río. O tabaco é a terceira maior fonte de moeda forte para Cuba. A receita derivada dos charutos é estimada em US$ 200 milhões. As duas principais variedades cultivadas em Cuba são o Corojo e o Criollo. 85% do tabaco cultivado em Cuba é produzido por membros da Associação Nacional de Pequenos Agricultores .  Nos Estados Unidos, os charutos cubanos têm um prestígio especial, porque são proibidos como contrabando de acordo com o embargo dos Estados Unidos contra Cuba. Várias lojas que atendem turistas americanos vendem charutos cubanos no Canadá.

## Exportações Cubanas
As exportações de Cuba totalizaram US$ 2,63 mil milhões em 2017. As principais exportações incluem charutos, açúcar bruto, produtos de níquel, rum e zinco.